# Orcus
90482 Orcus este un obiect din Centura Kuiper cu un satelit de dimensiuni mari (comparativ cu dimensiunile corpului „părinte”) numit Vanth. A fost descoperit pe 17 februarie 2004 de Michael E. Brown de la Caltech, Chad Trujillo de la Observatorul Gemini și David Rabinowitz de la Universitatea Yale. Au fost identificate imagini ale obiectului încă din 1951 (precovery). Este probabil o planetă pitică.
Orcus este un plutino, închis într-o rezonanță 2:3 cu Neptun, adică pentru fiecare 2 revoluții în jurul Soarelui, Neptun face 3. Este o dinamică asemănătoare cu cea a lui Pluto, în opoziție față de acesta. Când Orcus se află la afeliu, Pluto e la periheliu, și invers. Nu doar atât, afeliul orbitei lui Orcus este aproape opus de cel al lui Pluto, iar înclinațiile și excentricitățile sunt similare. Datorită acestor contraste și datorită satelitului mare - Vanth - Orcus a mai fost denumit anti-Plutonul. Acest fapt a cântărit în alegerea unui nume pentru corp, zeul Orcus fiind echivalentul etrusc al zeului roman Pluto, iar în antichitate cele două zeități erau interschimbabile, dar Pluto l-a dizlocuit pe Orcus din panteon odată cu dispariția culturii de sine stătătoare etrusce.
Suprafața lui Orcus are un albedo ridicat, de aproape 30%, este predominant de culoare gri și cu cantități importante de apă observabile, care pot fi asociate unei activități criovulcanice din trecut. La suprafață mai pot fi prezenți metanul și amoniacul. Existența unui satelit a permis astronomilor să calculeze cu precizie masa sistemului, care este aproximativ aceeași cu a satelitului lui Saturn, Tethys. Masele individuale ale lui Orcus și Vanth nu sunt cunoscute cu precizie; Vanth poate fi într-un interval de 1/12 și 1/33 din masa lui Orcus (comparativ cu Charon, care are 1/8 din masa lui Pluto, și a Lunii, cu masa de 1/81 din cea a Pământului).

## Orbită și rotație

Orbitele lui Orcus (albastru), Pluto (roșu) și Neptun (gri). Orcus și Pluto sunt în pozițiile din aprilie 2006. Mai sunt marcate datele periheliilor (q) și afeliilor (Q).

Orcus se găsește într-o rezonanță orbitală 2:3 cu Neptun și are o perioadă orbitală de 247 de ani. Rezonanța dintre Orcus și Neptun înseamnă că Orcus se află întotdeauna la mare distanță de Neptun (există întotdeauna o separație unghiulară în orbitele lor de peste 60 de grade). Într-o perioadă de 14mii de ani Orcus rămâne la o distanță mai mare de 18 u.a. de Neptun.
Orcus este momentan la mai mult de 48 u.a. de Soare și va ajunge la afeliu în 2019. Simulări realizate de Deep Ecliptic Survey (DES) arată că în următorii 10 milioane de ani Orcus poate ajunge la un periheliu de minim 27,8 u.a.
Nu se cunoaște perioada de rotație a lui Orcus. Studii fotometrice au produs rezultate contradictorii. Unele arată variații de amplitudine joasă, între 7 și 21 ore, în timp ce altele nu indică o variabilitate. Totuși, valoarea obținută de Ortiz și alții de aproximativ 10,5 ore este cea larg acceptată. Înclinarea polului de rotație al lui Orcus coincide probabil cea a lui Vanth, fapt ce înseamnă că Orcus este momentan orientat cu polul spre noi, ceea ce explica absența aproape totală a variației periodice a luminozității. Totuși, dacă Orcus este în rotație sincronă cu satelitul său, perioada de rotație poate coincide perioada orbitală a lui Vanth de 9,7 zile.

## Nume

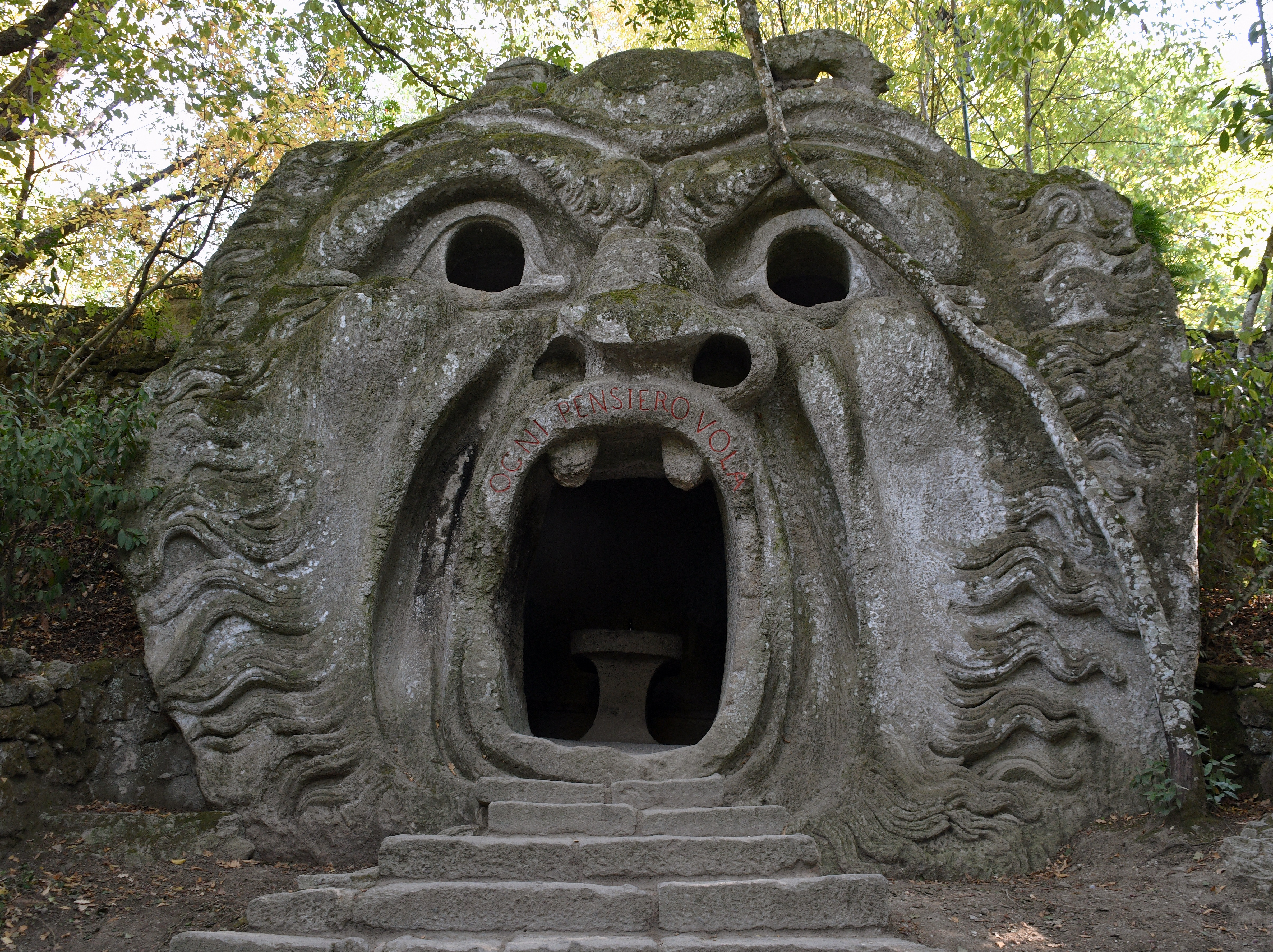
„Gura lui Orcus” din Grădinile Bombarzo, orașul Bombarzo, regiunea Lazio, Italia

Corpul ceresc (90482) 2004 DW a primit numele de Orcus la 22 noiembrie 2004.
Conform indicațiilor UAI, obiectele cu o mărime și orbită asemănătoare cu cea a lui Pluto sunt numiți după zeități ai lumilor subterane („de dincolo”), prin urmare, descoperitorii obiectului au propus numele de Orcus - zeul etrusc al lumii subterane și cel care pedepsește încălcarea legămintelor. Orcus a fost reprezentat în picturi pe morminte etrusce ca un gigant păros și cu barbă. Numele mai este un paronim al insulii Orcas, unde a copilărit soția lui Brown și pe care cei doi au vizitat-o frecvent.
Pe 30 martie 2005, partenerul lui Orcus - Vanth - a fost denumit după un demon feminin înaripat al lumii subterane din panteonul etrusc. Vanth apare la momentul morții și ghidează pe decedați spre lumea subterană.

## Caracteristici fizice

### Mărime și magnitudine
Magnitudinea absolută a lui Orcus este aproximativ 2,2 (comparabilă cu cea de 2,6 a cubewano-ului Quaoar). Observațiile făcute de telescopul spațial Spitzer în spectrul infraroșu-îndepărtat și de telescopul spațial Herschel în spectrul submilimetric i-a constrâns diametrul la 850 ± 90km. Orcus pare a avea un albedo între 22% și 34%, tipic pentru obiecte transneptuniene care se apropie de 1000 km în diametru.
Estimări ale magnitudinii și mărimii au presupus că Orcus ar fi un singur obiect. Prezența unui satelit de dimensiuni mari (Vanth) poate schimba acest calcul în mod considerabil. Magnitudinea absolută a lui Vanth e estimată la 4,88, adică de 11 ori mai slabă decât Orcus. Dacă albedoul ambelor corpuri este același, la valoarea de 27%, atunci Orcus are 810 km în diametru și Vanth aproximativ 270 km. Dar dacă albedoul lui Vanth este de doar 12% - valoare tipică pentru obiecte Kuiper roșiatice - mărimile lor pot fi 760 și 380 km, respectiv.
Saitul lui Mike Brown arată pe Orcus în categoria planetelor pitice „aproape cu siguranță”. Tancredi conclude că ar fi suficient de masiv pentru a satisface criteriile UAI din 2006,
dar UAI nu a luat încă o decizie în această privință.

### Masă și densitate
De vreme ce Orcus face parte dintr-un sistem binar, masa sistemului a fost estimată la (6.32±0.05)×1020 kg, sau aproximativ 3,8% din masa celei mai masive planete pitice cunoscute - Eris. Nu este cunoscut încă modul în care este distribuită masa între Orcus și Vanth. Dacă Vanth are un diametru de o treime din cel al lui Orcus, masa sa este de doar 1/33 din cea a sistemului. Dar dacă Vanth are cel puțin 380km diametru, atunci masa sa poate fi până la 1/12 din masa sistemului, sau aproximativ 8% din masa lui Orcus.
Densitatea celor două corpuri este de aproximativ 2,3 g/cm3.

### Spectru și suprafață

Rezonanța orbitală a lui Orcus și Pluto într-un cadru referențial rotativ cu o perioadă egală cu perioada lui Neptun (Neptun rămâne staționar).

Primele observații spectroscopice din 2004 au arătat că spectrul vizibil al lui Orcus era plat (neutru) și fără trăsături distinctive, în timp ce spectrul infraroșu-apropiat a arătat benzi puternice de absorbție pentru apă la lungimile de undă de 1,5 și 2 μm. Orcus pare a fi diferit față de alte obiecte transneptuniene, cum ar fi Ixion, care nu au trăsături distinctive în spectrele: roșu, vizibil și deseori nici infraroșu. Observații suplimentare în infraroșu în 2004 făcute de European Southern Observatory și telescopul Gemini au dat rezultate conforme cu prezența gheții și a compușilor de carbon, cum ar fi tholinii. Gheața formată din apă și metan acoperă mai mult de 30% și 50% respectiv din suprafața corpurilor. Asta înseamnă că proporția de gheață de la suprafață este mai mică decât cea de pe Charon, dar asemănătoare cu cea a lui Triton.
Mai târziu, în 2008-2010, noi observații în spectrul infraroșu de mai mare precizie au descoperit alte trăsături spectrale. Între acestea se găsește o importantă bandă de absorbție la 1,65 μm, care indică spre prezența apei sub formă cristalină pe suprafața lui Orcus, și o nouă bandă de absorbție la 2,22μm. Nu se cunoaște originea celei de-a doua benzi (poate fi cauzată fie de amoniac/amoniu dizolvat în gheață sau ghețuri formate din metan/etan). Modele de transfer radiativ indică spre un amestec de gheață, tholini (un agent de înnegrire), gheață etanică și ioni de amoniu, care se potrivesc cel mai bine cu acest spectru, în vreme ce combinații de gheață, tholini, gheață metanică și hidrați de amoniu overă un rezultat ușor inferior. Pe de altă parte, un amestec de numai hidrat de amoniu, tholini și gheață nu produc un rezultat satisfăcător. Prin urmare, din 2010, singurii compuși identificați în mod sigur la suprafața lui Orcus sunt gheața cristalină și probablil tholini întunecați. Nu se poate dovedi momentan cu certitudine prezența amoniacului, a metanului sau a altor hidrocarburi, pentru care ar fi necesar un mai bun spectru infraroșu.

### Comparație cu alți sateliți și obiecte transneptuniene
Orcus se află la granița dintre obiecte transneptuniene suficient de mari pentru a menține substanțe volatile precum metanul la suprafață. Spectrul de reflectanță de pe Orcus indică cele mai adânci benzi de absorbție pentru gheață dintre toate obiectele Kuiper (neasociate familiei colizionale Haumea). Marii sateliți ghețoși ai lui Uranus au spectre infraroșii asemănătoare cu cel al lui Orcus. Printre alte obiecte transneptuniene, satelitul lui Pluto - Charon - pare cel mai asemănător cu Orcus. Charon are un albedo mai mare, dar spectre vizibile și infraroșu-apropiat foarte asemănătoare. Densitățile celor două corpuri sunt asemănătoare și ambii detin suprafețe cu cantități importante de gheață. Quaoar - un obiect transneptunian apropiat ca mărime - are trăsături puternice de absorbție pentru gheață, dar are și o culoare foarte roșie, ceea ce implică prezența de materiale ultra-roșii la suprafață. Planeta pitică Haumea și alte obiecte rezultate din familia sa colizională au albedouri mult mai mari și benzi de absorbție mai proeminente. În fine,  (208996) 2003 AZ84 - un alt obiect masiv aflat în rezonanță 2:3 cu Neptun - are caracteristici spectrale asemănătoare cu Orcus.

### Criovulcanism
Prezența gheții cristaline și probabil gheața de amoniu indică existența unui mecanism de reînnoire a suprafeței activ în trecutul apropiat. Amoniul nu a fost încă detectat pe alt obiect transneptunian sau satelit înghețat al planetelor din sistemul solar exterior, în afară de Miranda. Banda de absorbție de 1,65μm de pe Orcus este lată și proeminentă (12%), la fel ca în cazul lui Charon, Quaoar, Haumea și sateliții planetelor gigant. Pe de altă parte, gheața cristalină de pe suprafața obiectelor transneptuniene ar trebui să se amorfizeze complet sub acțiunea radiației solare și galactice într-o perioadă de aproximativ 10 milioane de ani. Unele calcule indică spre criovulcanism ca potențial mecanism de reînnoire a suprafeței, posibil pentru obiecte transneptuniene mai mari de 1000km. Orcus ar fi putut avea episoade de criovulcanism în trecut, ceea ce ar putut transforma gheața amorfă în gheață cristalină. Tipul de vulcanism sugerat astfel de rezultate ar fi un vulcanism explosiv acvatic cauzat de dizolvarea explozivă a metanului în soluții lichide metano-apoase.
Modele de încălzire internă cauzate de dezintegrarea radioactivă sugerează că Orcus ar fi capabil să susțină un ocean intern de apă în stare lichidă.

## Satelit

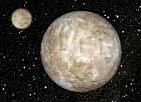
Vanth ar putea avea un diametru între 1/3 și 1/2 din diametrul lui Orcus

Observații făcute de Mike Brown și T. A. Suercu cu telescopul spațial Hubble la data de 13 noiembrie 2015 au detectat un satelit. Descoperirea satelitului lui Orcus a fost raportată în publicația IAUC 8812 la data de 22 februarie 2007. Satelitul a primit numele provizoriu S/2005 (90482) 1 cu un an înainte de a fi denumit Vanth. Acesta orbitează Orcus într-o orbită circulară aproape sincronă cu o excentricitate de 0,007 și o perioadă orbitală de 9,54 zile. Vanth orbitează la o distanță de 9030 ± 89 km de Orcus și este prea aproape de Orcus pentru a se stabili compoziția suprafeței satelitului.
Mike Brown suspectează că, la fel ca în sistemul Pluto-Charon, Orcus și Vanth sunt în rotație și revoluție sincrone (la fel ca Pământul și Luna). Vanth nu se aseamănă cu alți sateliți despre care se presupune că s-au format prin coliziune deoarece spectrul său este prea diferit de cel al lui Orcus și poate fi un obiect Kuiper capturat gravitațional. Vanth ar fi putut rezulta și în urma fisiunii rotaționale a unui Orcus primordial, cu o perioadă de rotație mai mare ca în prezent.
La data de 23 martie 2009, Brown și-a rugat cititorii articolului său lunar să sugereze nume posibile pentru satelit, iar cele mai bune să fie propuse UAI pentru o decizie în această privință la data de 5 aprilie. Dintr-o listă lungă de propuneri a fost ales numele Vanth, cel al unei zeițe din panteonul etrusc care ghidează persoanele decedate spre lumea subterană. Propunerea a fost înaintată comitetului UAI pentru denumirea corpurilor de dimensiuni mici, conform procedurii organizației pentru denumirea corpurilor astronomice.